# ضريح أدكان
ضريح أدكان (بالفارسية: آرامگاه ادکان) هو ضريح تاريخي يعود إلى الدولة الإلخانية والدولة التيمورية، ويقع في أدكان.